# Phytomyza helosciadii
Phytomyza helosciadii är en tvåvingeart som beskrevs av Johann Heinrich Kaltenbach 1862. Phytomyza helosciadii ingår i släktet Phytomyza och familjen minerarflugor.
Artens utbredningsområde är Tyskland. Inga underarter finns listade i Catalogue of Life.